# Goderich Airport
Goderich Airport är en flygplats i Kanada. Den ligger i den sydöstra delen av landet, 500 km väster om huvudstaden Ottawa. Goderich Airport ligger 214 meter över havet.
Terrängen runt Goderich Airport är platt, och sluttar brant västerut. Runt Goderich Airport är det glesbefolkat, med 14 invånare per kvadratkilometer.. Närmaste större samhälle är Goderich, 1,4 km söder om Goderich Airport.
Trakten runt Goderich Airport består till största delen av jordbruksmark.